# Hendrick Avercamp

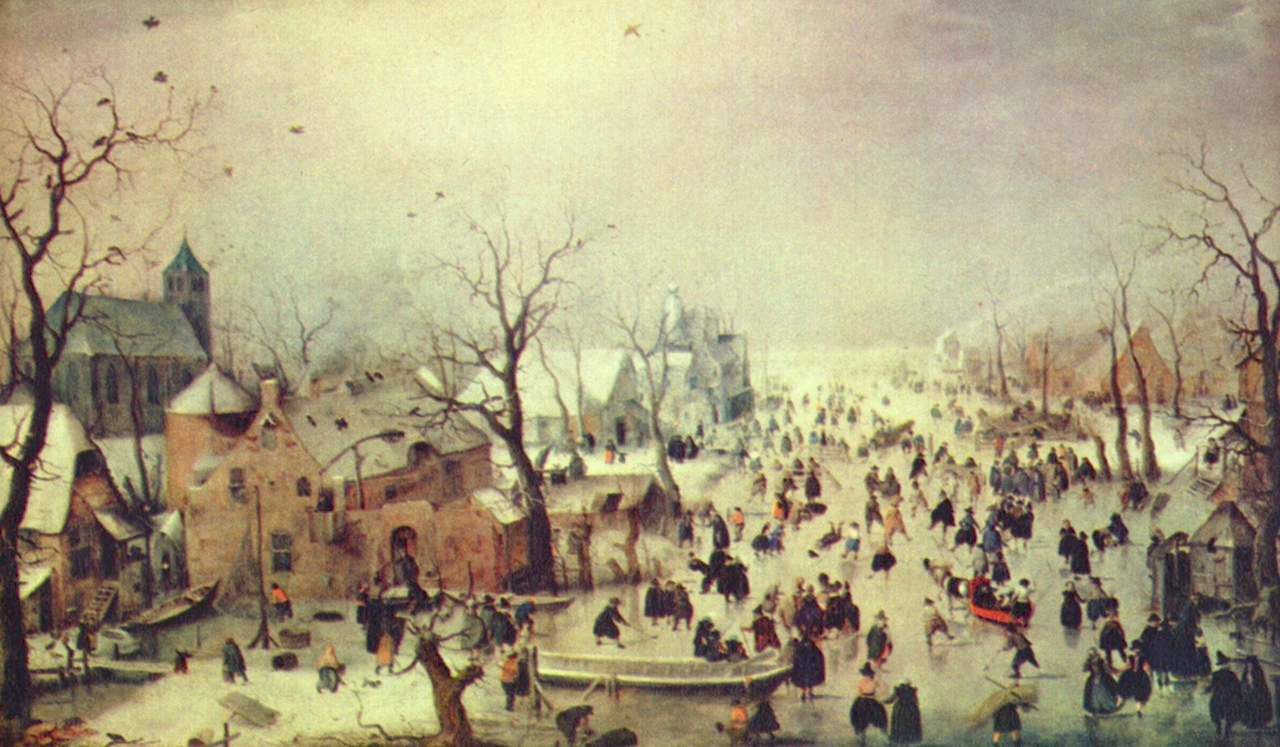
Winterlandschap met IJsvermaak – Téli tájkép jeges mulatságokkal 1608
Rijksmuseum, Amszterdam

Hendrick Avercamp (Amszterdam, 1585. január 27. – Kampen, 1634. május 15.) holland festő, elsősorban téli tájképeivel vált híressé.

## Életpályája
Avercamp Amszterdamban született egy patikus családjában, de Kampenben nőtt fel. Soha nem tanult meg beszélni, mivel valószínűleg születésétől fogva siket volt. Édesanyja tanította írni és rajzolni – ez utóbbi különösen jól ment neki már gyerekkorában.
12 éves korától leckéket vett egy szegény rajzolótól, aki azonban később pestisben meghalt. 18 éves korától Amszterdamban egy nevesebb festőnél, Pieter Isaacsznál folytatta tanulmányait, és már akkor a téli tájképekre specializálta magát. Ebben az időben volt Európában a középkori kis jégkorszaknak is nevezett lehűlésnek az egyik leghidegebb szakasza, amelynek során kemény telek voltak Hollandiában is. Tanította őt Gillis van Coninxloo flamand festő is, aki arra akarta rávenni, hogy búzatáblákat fessen – Hendrick azonban nem akart elszakadni a téli képektől.
1614-ben Avercamp Kampenbe költözött, és ott dolgozott 1634-ben bekövetkezett haláláig.

## Munkássága

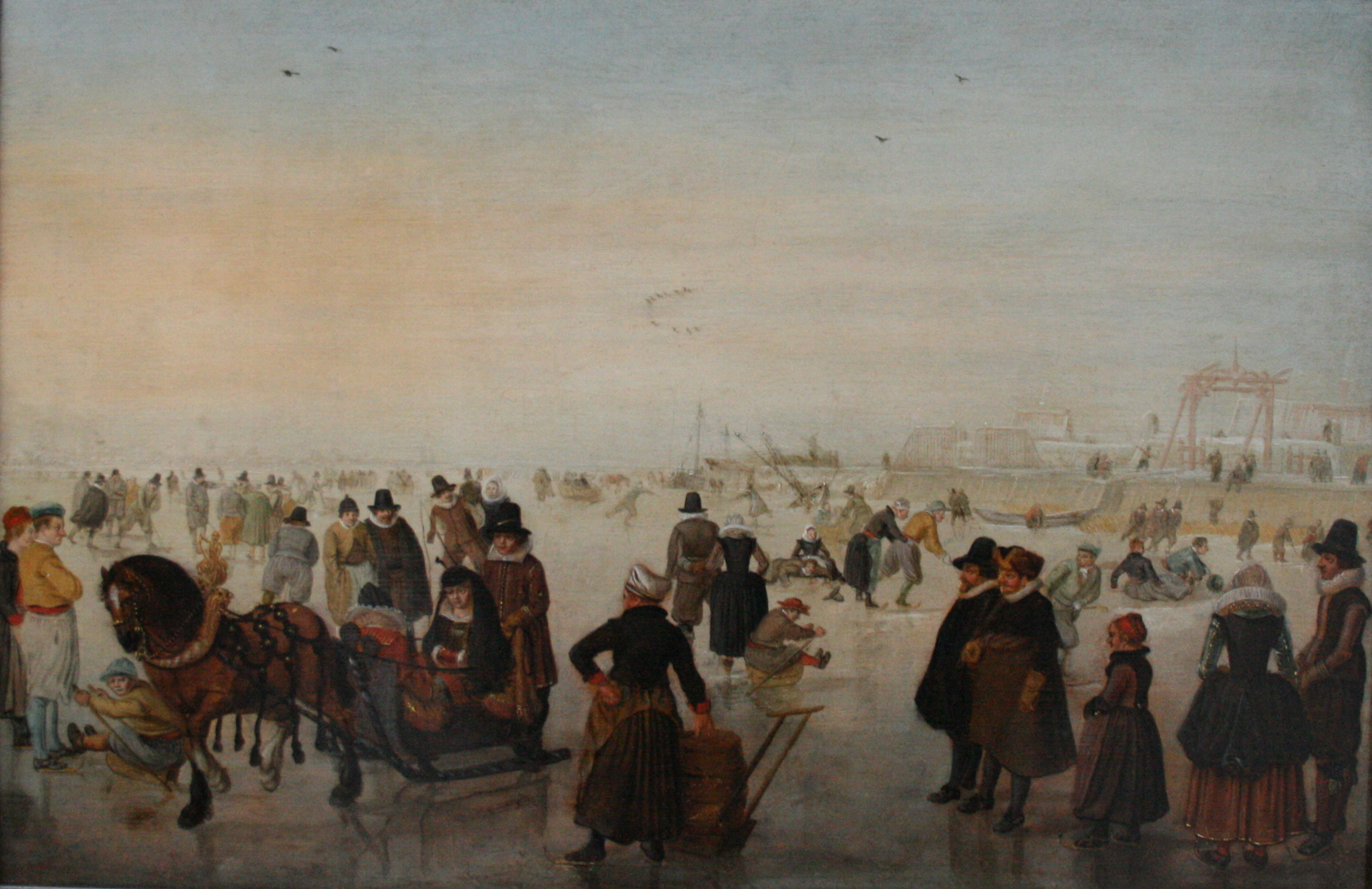
Jelenet a jégen

Avercamp valószínűleg műtermében dolgozott a télen a szabadban készített vázlatai alapján. Siketnémasága miatt saját kis világában élt. A jég örömeit gyermekkorában szerette meg, amikor szüleivel korcsolyázni járt.
Avercamp munkássága az idősebb Pieter Bruegeléhez kapcsolódik. Tájképein mindig sok ember szerepel, akik korcsolyáznak vagy más módokon szórakoznak a jégen. Mulatságos, "illetlen" elemek is gyakoriak képein. Eleinte magas horizontot alkalmazott, majd későbbi képein ez süllyedni kezd, és egyre több látszik az égből. Mesterien kezeli a légköri perspektíva nevű technikát – a levegőég színeinek változtatásával érzékelteti a távolságot. Ugyancsak alkalmazza a "repoussoir" technikát, amikor közeli képelemek szerepeltetésével érzékelteti a perspektívát.
A téli képein kívül tengeri tájakat is festett, de ezek színei az idők során elváltoztak, ezért a művek sokat veszítettek értékükből.
Sok képét vízfestékkel festette, ezeket a gyűjtők albumokba ragasztották. Már életében jelentős népszerűséget szerzett. Művei a világ számos múzeumában fellelhetők, az egyik legkiválóbb gyűjtemény II. Erzsébet windsori kastélyában található.